# Macrotarsomys bastardi
Macrotarsomys bastardi är en gnagare som tillhör gruppen Madagaskarråttor och beskrevs 1898 av Milne-Edwards och Guillaume Grandidier. Arten ingår i släktet Macrotarsomys och familjen Nesomyidae. Inga underarter finns listade.

## Utseende
Med en kroppslängd (huvud och bål) av 8 till 10 cm, en svanslängd av 10 till 14,5 cm och en vikt av 21 till 38 g är arten minst i underfamiljen madagaskarråttor. Den har 2,2 till 2,8 cm långa bakfötter och 2,2 till 2,5 cm stora öron. Pälsens färg på ovansidan är ljusbrun med rosa nyans och undersidan är täckt av vit päls. Vid svansens spets förekommer en tofs. Macrotarsomys bastardi liknar så ökenråttor i utseende. Arten har i varje käkhalva en framtand, ingen hörntand, ingen premolar och tre molarer, alltså 16 tänder i hela tanduppsättningen.

## Utbredning
Denna gnagare förekommer på västra och södra Madagaskar. Arten vistas i låglandet och i låga bergstrakter upp till 915 meter över havet. Habitatet utgörs främst av torra skogar och dess angränsande områden.

## Ekologi
Den är nattaktiv och vilar dagtid i bon som placeras under stenar eller trädstubbar. Dräktigheten varar cirka 24 dagar varefter honan föder två eller tre ungar.
Individerna rör sig främst springande eller hoppande. De har frön, bär, frukter som hamnade på marken, rötter och andra växtdelar som föda. Hanar och honor bildar oftast monogama par men hos exemplar som hölls i fångenskap dödade några honor sin partner genom bett. Fortplantningen kan ske under alla årstider.

## Bevarandestatus
IUCN kategoriserar arten globalt som livskraftig.